# Пасивний туризм
Була значна кількість спроб дати визначення спортивному туризму, а також класифікувати його різні вирази, створені після зіткнення двох масових феноменів дозвілля на початку 80-х років. «Пасивний» спортивний туризм був раніше визначений як одна з головних пілонів дослідження феномену подорожі викликані відвідуванням заходів, але література не змогла висловити конкретних припущень щодо цього розмір, характер і функціонування.
Додаткова плутанина виникає, якщо пов’язувати організацію заходів зі спортом туризму, породжуючи, таким чином, потребу виробити чіткі керівні теоретичні вказівки для полегшення організаторів та розробляти ефективні плани розвитку. 

## Вступ
Після першої спроби Гліптіса (1982) вивчити будь-які можливі спільні основи між спортом і туризмом до вичерпного аналізу Weed and Bull (2009) щодо розмірів участі у спорті під час Досвід туризму, література дала величезний розвиток, щоб ефективно охопити всі визначені аспекти. Hall (1992), наприклад, раніше визначив спортивний туризм як «подорож з некомерційними цілями, щоб брати участь або спостерігати за спортивними заходами поза домом».
Значний обсяг літератури має виросли навколо привабливої пропозиції спортивного туризму, оцінюючи його привабливість, багатовимірний характер і потенціал все ще зростає через три десятиліття (Vrondou, 1999). Дві основні опори вираження спортивного туризму, «енергійне» заняття спортом під час відпустки та «пасивна» участь через перегляд спортивних подій завоювала літературу протягом багатьох років їх різноманіття типологій, щоб зрозуміти їхню природу (Stadeven & De Knop, 1990). 
Обсяг літератури, створеної за останні десятиліття, стає найважливішим свідченням міцного вираження туризму з певними характеристиками, пристрасною поведінкою та динамічним характером (Gibson, 2006). Проте зусилля на визначення «пасивного спортивного туризму», оскільки його теоретична ідентифікація, здається, не здатна ефективно впоратися з синтетичним вираження дозвілля під час канікул.
«Енергійна» форма була головним героєм завдяки її привабливому профілю, легкості сприйняття, різні туристичні профілі, які він може вмістити, і його плавне включення в існуючу індустрію туризму механізми. 

## Історія
Стародавні греки висловлювали бажання подорожувати з численними цілями, наприклад релігійними чи навіть заняття спортом (Mill, 1990). Римляни також представили організовані подорожі для відвідування гладіаторів змагань у плановому порядку. Протягом століть люди подорожували, щоб спостерігати та брати в них участь спортивних змагань і були в основному зафіксовані після реорганізації сучасних Олімпійських ігор у Афінах в 1896 році з європейцями на стадіоні Каллімармарон, щоб відсвяткувати «Відродження» Ігри (Kurtzman, 2005; Standeven, 1992). Підтвердження організованих або спорадичних подорожей, пов’язаних із спортивними спостереженнями був записаний несистематично, але досить яскраво, щоб підняти академічний інтерес, особливо останні тридцять років. Пасивне споживання є основною характеристикою другого вираження спортивного туризму, представленого в відповідні традиційні частини літератури (Weed & Bull, 2004).
Перегляд заходів, а також участь було значною мірою визнано частиною феномену спортивного туризму (Hallmann, Kaplanidou & Брейєр, 2010). Перегляд спортивних заходів передбачає специфічну форму туризму, де події стають основною метою для подорожей. У рамках цього виразу спортивні події завдяки значним економічним прибуткам і привабливим образам були багатоаспектно досліджені авторами. Крім того, значне зростання спортивних музеїв було зафіксовано, чи це свідчить про випадкову чи спонтанну діяльність у контексті подорожі або як основну мету відвідування місцевості, часто називають «ностальгічним» спортивним туризмом.
На додачу, чи створюють ці пам’ятки, пов’язані з історією спорту, конкретний виражений туристичний попит чи доповнюють його існуюча туристична пропозиція; все-таки це може створити туристичний потік до місця, яке хоче створити певний імідж. Крім того, Weed (2008) аналізує цей тип спортивного туризму, далі вивчаючи «мотивовану туристичну поведінку». або породжені заходами, пов’язаними з Олімпіадою», визначені як «Олімпійський туризм», охоплюючи всі заплановані заходи популяризувати олімпійського господаря та місто. Його робота в спробі визначити олімпійського туриста полягає в припущення, що ці туристи подорожують, щоб подивитися Олімпійські ігри, а також стежити за Олімпійськими змаганнями спортсменів підготовка або бажання провести подію в історичному чи новому місці. 
Однак справі пасивного туризму бракує глибокого підкріпленого аналізу. Його природа, невизначені межі сегментів і складність вимірювання релевантної поведінки туристів не спромоглися створити надійні характеристики, які могли б бути базою для розробки політики розвитку нового виду туризму.

## Теоретичний аналіз
Події як засіб розвитку
Спортивні події через їх економічний масштаб, як правило, приваблюють значну кількість досліджень а також дебати навколо характеру, розміру та можливості задовольнити потреби організаторів. Незважаючи на сьогодення неадекватні економічні інструменти, які б перевіряли беззаперечну роль подій в економічному розвитку академічних інтересів продовжує зростати (Getz, 2004). 
Найбільшу увагу приділено потребі оцінки доходів, безпосередньо пов'язаних з організацією подій, але найчастіше величезних витрат пов'язані з їх довготривалою підготовкою.
Незважаючи на те, що витрати та вигоди, пов’язані з великими подіями, були досліджені академіком громади, а також корпоративного сектору, мало впевненості в довгостроковій економічній перспективі наслідки, а також інші суспільні зміни та конкретне підвищення виробництва. Roche (1994) розтягнута необхідність висвітлення ізольованого «виробництва та умов виробництва» оточуючих подій, та вивчення «розуміння причинно-наслідкових зв’язків/виробництва». Через те, що міжнародне середовище є нестабільним, глобальне спільне використання ресурсів і нещодавня економічна ринкова невизначеність, кількісна оцінка наслідків виведення з великих подій залишається важким завданням (Sparrow, 1989). Необхідно мультидисциплінарне дослідження Занепокоєння Холла (1989a) літературою про події через нехтування «філософськими, суспільними» наслідки... та політичний характер подій як на макро-, так і на мікрорівні для окремих і інституційні суб’єкти в процесі формування політики».
Незважаючи на труднощі підрахунку впливу позитивних подій, різко зросла привабливість до літератури, переважно до «мега-подій» через їх «розмір з точки зору відвідуваності, цільового ринку, рівня фінансової участі публіки, політичні наслідки, масштаби телевізійного висвітлення, будівництво об'єктів і вплив на економічну та соціальну структуру приймаючої спільноти» (Getz, 1991).

## Розвиток
Залишається характерна дослідницька частина, де зосереджено увагу на короткострокових впливах, які припускають, що «до асистематичний аналіз довгострокових наслідків таких подій, всі інвестиції в характерні події повинні бути обов’язково консервативно розглянутими як короткострокові витрати. Дослідження впливу Олімпійських ігор у Калгарі 1988 року показали, що «визнання Калгарі» отримало 50% серед місцевих жителів як одне з позитивних наслідків для міста (Ritchie & Lyons, 1990 у Getz, 1991). Робота над визначенням причин за рішенням організувати важливу подію збільшеною кількістю місцевих акторів призвела до категоризації трьох подієвих типів мотивів.
По-перше, це «громадянська гордість» для місцевих жителів шляхом просування своєї культурної ідентичністі, «розміщуючи себе на туристичній карті через позитивне зображення». по-друге, створюючи «відповідний образ», події стають позитивною довгостроковою соціальною та культурною інвестицією, наприклад збільшення туристичних потоків. «Змінний характер дозвілля» підкреслює переваги спільноти виграють від успішної організації заходів, коли їхню територію передають не менш успішному господарю призначення. Крім того, Бернс і Мулз (1986) назвали психологічний вплив (Ritchie, 1984) як «психічний дохід» для приймаючої спільноти як «загальне хвилювання, викликане подією, хороша власна думка, можливість приймати гостей, домашнє розміщення та задоволення від переживання події». Getz & Ritchie (1984 у Hall, 1989) намагаються скласти керівну карту як позитивних, так і негативних впливів, від постановки подій, як можливий сценарій для розробки стратегій розвитку, структурованих у шість основних областей, прямо цитовані тут із їх «аналізу можливого впливу Hallmark Events на хост спільноти як: 
«Економічний: Позитивний – Збільшення видатків, створення робочих місць, збільшення пропозиції робочої сили, збільшення за рівнем життя. Негативний – підвищення цін під час заходу, спекуляція нерухомістю, неспроможність залучити туристів, інвестиції, неадекватний капітал і неадекватна оцінка вартості події.
Фізичні/екологічні: Позитивний - Будівництво нових об'єктів, покращення місцевої інфраструктури, збереження спадщини. Негативний - Шкода навколишньому середовищу, зміни природних процесів, архітектурні забруднення, руйнування спадщини, перенаселення.
Соціальний: Позитивний - Підвищення постійного рівня інтересу до місцевого населення та участі у видах діяльності пов’язані з подією, зміцненням регіональних цінностей і традицій. Негативний - Комерціалізація діяльність, яка може мати особистий або приватний характер, зміна характеру події чи діяльності туризм, потенційне зростання злочинності, зміни в структурі громади, соціальна дислокація.
Психологічний: Позитивний - Підвищення місцевої гордості та духу спільноти; підвищення обізнаності про немісцевих сприйняття. Негативний - Схильність до оборонних позицій щодо приймаючих регіонів; культурний шок; висока можливість непорозуміння, що призведе до різного ступеня ворожості господаря/відвідувача. 
Політичний: Позитивний – Посилення міжнародного визнання регіону та цінностей, розвиток навичок серед планувальники. Негативний - Економічна експлуатація місцевого населення для задоволення амбіцій політичної еліти, спотворення справжній характер події для відображення цінностей політичної системи дня, неспроможність впоратися, нездатність досягти цілей; збільшення адміністративних витрат; використання події для легітимації непопулярних рішень, легітимації ідеології та соціокультурна реальність. 
Туризм: Позитивно – Підвищення обізнаності про регіон як місце для подорожей/туризму, зросла знання щодо потенціалу інвестиційної та комерційної діяльності в регіоні, створення нових розміщення та туристичні атракції, підвищення доступності. Негативний - придбання поганої репутації як в результаті неадекватних можливостей, неналежної практики або завищених цін, негативної реакції з боку існуючих підприємств через можливість нової конкуренції за місцеву робочу силу та державну допомогу».